# Église de l'Inde du Sud
Pour les articles homonymes, voir CSI.
L'Église Anglicane de l'Inde du Sud (en anglais, Church of South-India ou CSI) est une des provinces ecclésiastiques de la Communion anglicane située sud de l'Inde.  Elle a été créée en septembre 1947 par l'union de différentes communautés anglicanes, méthodistes, congrégationalistes, presbytériennes et réformées. Elle est aussi membre de l'Alliance réformée mondiale.

## Organisation
L'Église comprend 21 diocèses :
- Chennai
- Coimbatore
- Dornakal
- Jaffna
- Kanyakumari
- Karimnagar
- Karnataka Centre
- Karnataka Nord
- Karnataka Sud
- Kerala Centre
- Kerala Est
- Kerala Nord
- Kerala Sud
- Krishna-Godavari
- Madurai-Ramnad
- Medak
- Nandyal
- Rayalaseema
- Tirunelveli
- Trichy-Tanjore
- Vellore